# 1119 dans les croisades
Cette page regroupe les évènements concernant les Croisades qui sont survenus en 1119 : 
- début : Baudouin II cède le comté d'Edesse à Josselin de Courtenay, alors prince de Galilée. Celle-ci est donnée à Guillaume Ier de Bures[1].
- 28 juin : Roger de Salerne est tué lors d'un affrontement contre Ilgazi, émir de Mardin[1].
- 14 août : Baudouin II remporte la bataille de Danith contre les Turcs d'Il Ghazi, atabeg d'Alep et de Tughtekin, atabeg de Damas[1].